# フィラリア
フィラリア (filaria) は、線形動物門双腺綱旋尾線虫亜綱旋尾線虫目糸状虫上科（Filarioidea）に属する動物の総称で、寄生虫の1種。フィラリアの寄生による疾患をフィラリア症 (filariasis) と呼ぶ。
今日の日本ではイヌの心臓の右心房と肺動脈に寄生する犬糸状虫 Dirofilaria immitis (Leidy, 1856) がよく知られ、これこそがフィラリアのように見られているが、他にも人体寄生性で感染後遺症として象皮症を引き起こすバンクロフト糸状虫 Wuchereria bancrofti (Cobbold, 1877) など、多くの脊椎動物に固有の寄生虫が多数知られている。
その名の通り線虫類の典型的な形である細長い糸状の姿をしており、成虫の寄生箇所は種によってリンパ系（リンパ管とリンパ節）、血管系、皮下組織、眼窩、など様々である。卵胎生で、成熟した雌の子宮内にはミクロフィラリア (microfilaria) 又は被鞘幼虫と呼ばれる幼虫が薄い卵膜にくるまれた状態で充満し、これが産出後活発に運動して血管に移動し、さらに毎日種固有の一定の時刻に末梢血管に移動してカ、ブユといった吸血昆虫に摂取される。ミクロフィラリアは吸血昆虫の体内で胸筋に移動し、脱皮を繰り返して感染幼虫に発育し、口吻で待機する。再度の吸血時に感染幼虫は口吻の外に出、口吻によって作られた皮膚の刺入孔から体内に侵入することで感染する。

## バンクロフト糸状虫

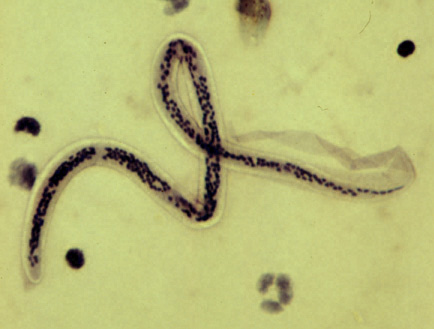
バンクロフト糸状虫 Wuchereria bancrofti

バンクロフト糸状虫 Wuchereria bancrofti (Cobbold, 1877) は、ヒトのみに寄生する少宿主性のフィラリアであり、寄生箇所はリンパ管、リンパ節といったリンパ系である。雌は体長65-100mm、体幅0.3mm。雄は体長40mm前後、体幅0.1mm。
雌の子宮内の卵から、鞘をかぶったミクロフィラリアが孵化する。ミクロフィラリアは体長244-296μm、体幅8-10μm。最初リンパ管に現れ、リンパ液の流れに乗って血管に移動する。かつて日本にも見られた東アジアの個体群のミクロフィラリアは昼間は肺の毛細血管に潜んでいるが、夜10時頃になると末梢血管に現れる。末梢血中でもっとも多くなるのは午前0時から4時の間で、夜が明けると肺に戻ることを繰り返す。ただし、南太平洋諸島からは昼間に末梢血中に出現する個体群も知られているし、個体群によってはこうした周期性を示さないものある。
末梢血中に出現したミクロフィラリアが中間宿主であるイエカ属やハマダラカ属などの蚊の吸血により摂取されると、中腸内で鞘を脱ぎ、第1期幼虫となって胸筋に移行する。第1期幼虫はここで2回脱皮して感染幼虫である第3期幼虫にまで発育する。感染幼虫は胸筋から血体腔を経て口吻の根元に集まり、蚊の吸血時に口吻から脱出して蚊の刺し口から人体に進入する。感染幼虫がヒトに感染すると3ヶ月から1年後に成熟し、ミクロフィラリアを産出するようになる。成虫は4〜5年間生存すると推測されている。
感染者はしばらくは無症状であるが、感染後平均約9ヶ月ほどでリンパ管炎、リンパ節炎が引き起こされ、数週、数ヶ月ごとに熱発作が繰り返されるようになる。この発作は成虫やミクロフィラリアの代謝産物や、蚊に移行することができずに死滅したミクロフィラリアの死体が免疫応答を引き起こすためと推定されており、九州ではかつてこれを「クサフルイ」と呼んだ。

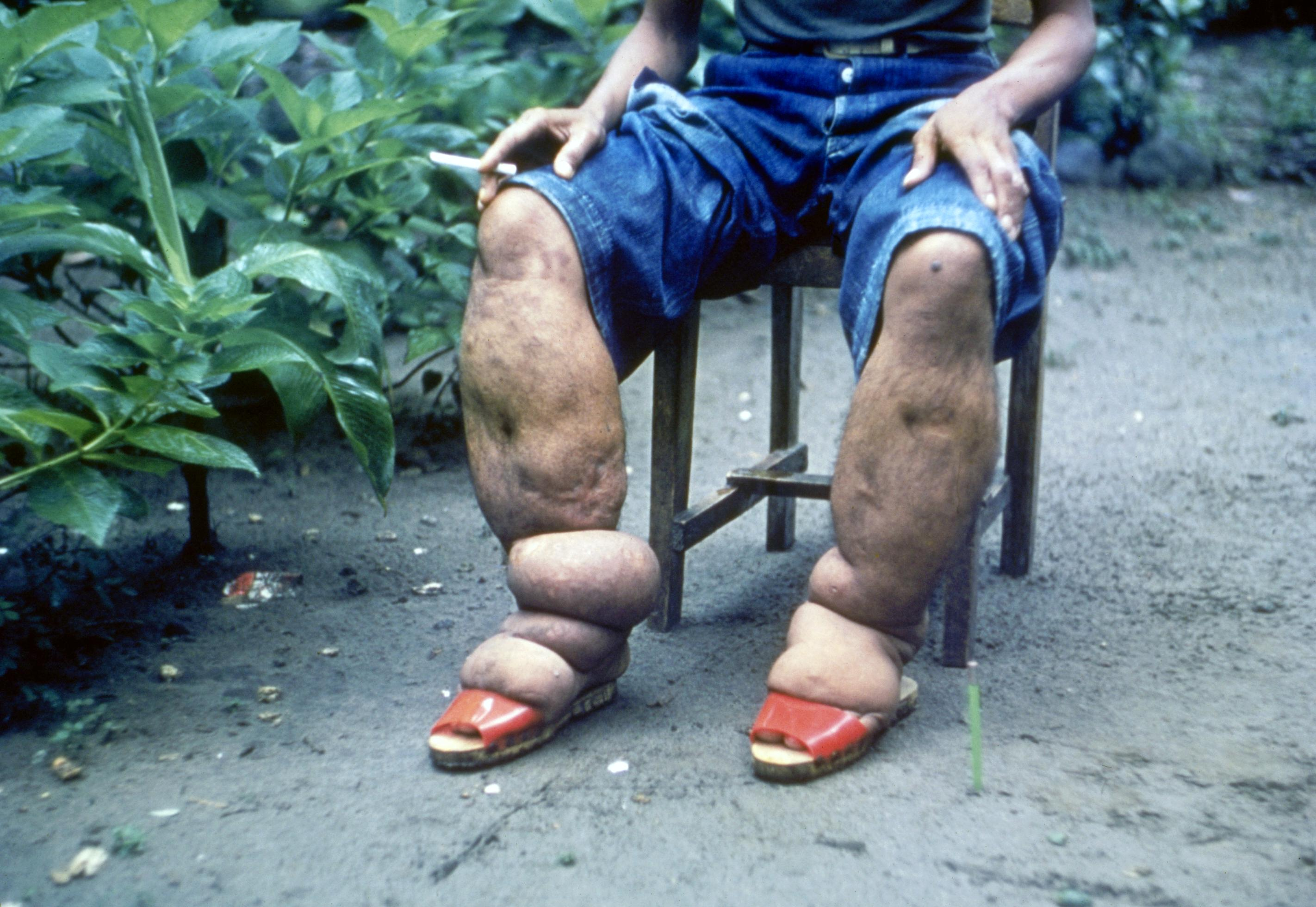
象皮症

成虫が寄生する箇所がリンパ管のため、宿主のリンパ管は次第に閉塞する。これは最終的にリンパ管の破壊にまで至り、体内のフィラリアが死滅した後でも後遺症として残ることになる。リンパ管が破壊されると末梢組織の組織液がリンパ管を経て血管系に回収される循環が阻害されるようになって陰嚢水腫やむくみを来たし、この慢性刺激で象皮症を引き起こすことになる。
アフリカ大陸、アラビア半島南部、インド亜大陸、東南アジアや東アジアの沿岸域、オセアニア、中南米と世界の熱帯、亜熱帯を中心に広く分布し、日本でもかつては九州全域や南西諸島を中心に、北は青森県まで広く患者が見られた。西郷隆盛が罹患していたことが知られている。

## マレー糸状虫
マレー糸状虫 Brugia malayi (Brug, 1927) は、ヒトに寄生するフィラリアであり、バンクロフト糸条虫と同様にリンパ系寄生性である。そのため、同様に感染後遺症としての象皮症の原因となるが、バンクロフト糸条虫の場合と異なり、ひざから先の脚部や腕のひじから先の部位に限られる。中間宿主はヌマカ属の蚊である。
熱帯アジアの東南アジア、インド、バングラデシュ、スリランカに分布する。
日本でも、伊豆諸島の八丈小島に特異的に存在していた。
しかし、1969年（昭和44年）に八丈小島住民の集団離村が行われて無人島になったため、日本では存在しない病気になった。

## オンコセルカ

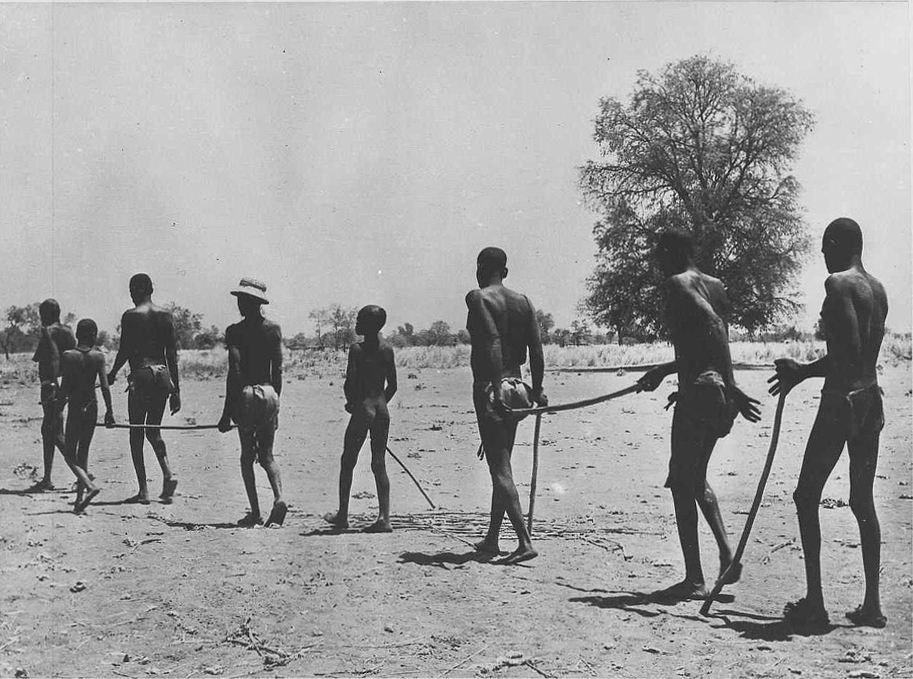
アフリカで失明した大人を導く子供たち

オンコセルカ症（Onchocerciasis) は、河川盲目症としても知られ、回旋糸状虫によって引き起こされるフィラリア感染症である。感染者の99%以上はアフリカ31カ国に暮らしているが、ラテンアメリカの一部地域にも感染者がいる。症状はひどいかゆみ、皮下のこぶ、失明であり、感染による失明ではトラコーマに次いで多い原因になっている。世界保健機関（WHO）による顧みられない熱帯病20疾患のひとつである。

## ロア糸状虫
ロア糸状虫 Loa loa (Cobbold, 1864)は、ヒトに寄生しロア糸状虫症を引き起こすフィラリアである。様々な箇所に血管性浮腫が生じるほか、成虫が眼の結膜下を移行することもある。メクラアブの吸血により血中に侵入し、皮下組織で成虫に成長し、成虫はミクロフィリアを産出する。西・中央アフリカの熱帯雨林地帯のみに存在する。

## 犬糸状虫
犬糸状虫（Dirofilaria immitis）は、主にイヌ科動物に寄生し犬糸状虫症を引き起こす。人体寄生例も少数（世界で80例程度）知られている。中間宿主であるトウゴウヤブカ Aedes togoi の吸血によりミクロフィラリアが血中に侵入する。成虫は右心室に存在するが、心臓の左右短絡奇形が存在する場合は、末梢の動脈へ移行し塞栓することがある（奇異性塞栓症）。

## 定期出現性
ミクロフィラリアは媒介する昆虫の吸血時間にあわせて宿主の末梢血に出現する性質がある｡これを定期出現性という｡